# エイケネラ属
エイケネラ属（エイケネラぞく、Eikenella）は真正細菌Pseudomonadota門ベータプロテオバクテリア綱ナイセリア目ナイセリア科の属の一つである。グラム陰性の非芽胞形成通性嫌気性球桿菌であり、鞭毛は持たない。発見時はバクテロイデス属とみなされていたが、分類学の進展に伴い後に新しい属として設けられた。属名は、デンマークの生物学者で基準種を発見したモルゲンス・エイケンに因む。GC含量は56から58。
口腔内や腸内に生息し、歯周病の原因菌の一つとみられている。硝酸を亜硝酸に還元する硝酸還元菌の一種であり、オキシダーゼ陽性且つカタラーゼ及びウレアーゼ陰性である。